# Kretlewo (przystanek kolejowy)
Kretlewo – nieczynny przystanek kolejowy w Kretlewie, w powiecie kamieńskim, w województwie zachodniopomorskim, w Polsce.